# Otrokovice
Otrokovice (tysk: Otrokowitz) er en by i distriktet Zlín i regionen Zlín i Tjekkiet med omkring 18.000 indbyggere. Den er kendt som et industricenter.
Bydelen Kvítkovice er en administrativ del af Otrokovice.

## Etymologi
Byens navn er afledt af ordet otrok, der betyder "barn" eller "ungdom" på gammelt tjekkisk (i stedet for "slave" på moderne tjekkisk). Der er flere teorier om, hvordan navnet opstod. Otrokovice kan have været ejet af en umoden ejer i en fjern fortid, eller bebyggelsen kunne etableres som ejendom for nogle af børnene af ejeren af de omkringliggende jorder.

## Geografi
Otrokovice ligger omkring 8 km  vest for byen Zlín. Den østlige del af kommunens område ligger i Vizovice højlandet, den vestlige del ligger i den sydlige spids af Øvre Morava dalen.
Otrokovice ligger ved sammenløbet af floderne Morava og Dřevnice og Mojena-bækken. Morava danner territoriets vestlige grænse.

## Historie
Den første skriftlige omtale af Otrokovice er i et skøde af biskop Jindřich Zdík fra 1141. Indtil 1570 var det en del af Malenovice-godset.  Herregården blev revet ned før 1767.
En jernbane gennem Otrokovice blev bygget i 1841. En banegård blev først etableret i 1882. Vigtigt for udviklingen af Otrokovice var anlæggelsen af en ny jernbane Otrokovice – Zlín – Vizovice i 1899.
Den hurtigste udvikling af Otrokovice fandt sted i 1930'erne, efter at Tomáš Baťa købte jord her og havde bygget hjælpeanlæg og flyproduktion til sine virksomheder. Et moderne industrikvarter kaldet Baťov blev bygget, og kommunen blev omdøbt til Baťov i flere år. I 1960 blev kommunerne Otrokovice og Kvítkovice lagt sammen. Otrokovice blev en by i 1964. I de følgende årtier skete yderligere industriel ekspansion.

## Seværdigheder
Společenský dům (dvs "Social House") er arkitektonisk den mest markante bygning fra Baťaæraen. Det blev tegnet af Vladimír Karfík og bygget i 1936. Denne funktionalistiske bygning fungerer i dag som hotel og er fredet som kulturminde.
Statuen af Tomáš Baťa er støbt fra originalen, der er placeret i det engelske Tilbury. Der er også et mindesmærke over stedet for flystyrtet i Otrokovice, da Tomáš Baťa døde i 1932.